# Florenz Friedrich Sigismund
Florenz Friedrich Sigismund (* 23. März 1791 in Schwarzburg; † 3. November 1877 in Blankenburg) war ein deutscher Jurist und Dichter.

## Leben
Sein Großvater Johann Heinrich Sigismund war Schullehrer in Schmalenbuche, sein Vater Johann Marcus Sigismund Lehrer in Schwarzburg, später in Schmalenbuche und zuletzt in Blankenburg. Florenz Friedrich Sigismund machte zunächst eine Lehre als Porzellanmaler, besuchte dann aber das Gymnasium in Rudolstadt und studierte von 1812 bis 1815 Jura an der Universität Jena. Er schlug die juristische Laufbahn ein und wurde zunächst Notar und Aktuar in Stadtilm. 1829 wurde er als Amtmann an das Amt Blankenburg versetzt und erhielt bald darauf den Titel eines schwarzburg-rudolstädtischen Justizrats. Bei der Aufhebung des Amtes Blankenburg 1868 ging er in den Ruhestand.
Er übersetzte verschiedene Werke aus dem Französischen, interessierte sich für Botanik und war in der Rudolstädter Freimaurerloge aktiv. Er verfasste Gedichte und lokalhistorische Abhandlungen, die in verschiedenen Zeitungen und Zeitschriften erschienen. Am bekanntesten wurde sein Gedicht Wanderlust, das 1847 im sechsten Heft der von Friedrich Hofmann herausgegebenen Anthologie Weihnachtsbaum für arme Kinder veröffentlicht wurde. Dieser Text wurde in der Vertonung von Friedrich Wilhelm Möller ab den 1950er Jahren als volkstümlicher Schlager unter dem Titel Mein Vater war ein Wandersmann populär; in frühen Notenausgaben wurde der Name des Dichters dabei fälschlich in der Schreibung Fl[orenz] Siegesmund angegeben.
Seine Frau Friederike war die Tochter des verstorbenen Bürgermeisters Fischer in Blankenburg. Dieser Ehe entstammten sieben Kinder. Sein Sohn Berthold Sigismund (1819–1864) wurde Arzt, Pädagoge, Dichter und Lokalpolitiker.

## Werke (Auswahl)
Gedichte
- Ich ging durch die blumigen Wiesen.[4]
- Der Harfner.[5]
- Leb’ wohl, der Erde Lust und Pracht.[6]
- Das Schwarzburger Tal.[7]
- Wanderlust („Mein Vater war ein Wandersmann“) (1847)[8]
- Mein Leben (1872)

Übersetzungen
- Voltaire: Candide oder die beste Welt. Schumann, Zwickau und Leipzig 1821.[9]
- Voltaire: Zadig oder das Schicksal. Eine morgenländische Erzählung. Schumann, Zwickau 1830.[10]
- Florian: Estelle. Eine Idylle. Schumann, Zwickau 1830.[11]
- Florian: Galathee. Eine Idylle. Schumann, Zwickau 1830.[11]
- Saint-Pierre: Paul und Virginie. Schumann, Zwickau 1830.[12]

Ferner lokalhistorische Beiträge über Paulinzella, Schwarzburg, Rudolstadt, Stadtilm und den Thüringer Wald. In: Der Volksfreund aus Thüringen. Rudolstädter Zeitung. Organ der Fortschrittspartei 1872, Nr. 79, 82, 83, 87, 88, 95, 97 und 98